# Oligosoma hardyi
Espèce
Synonymes
- Cyclodina hardyi Chapple, Patterson, Bell & Daugherty, 2008

Oligosoma hardyi est une espèce de sauriens de la famille des Scincidae.

## Répartition
Cette espèce est endémique des îles Poor Knights en Nouvelle-Zélande.

## Étymologie
Cette espèce est nommée en l'honneur de Graham S. Hardy.

## Publication originale
- Chapple, Patterson, Bell & Daugherty, 2008 : Taxonomic Revision of the New Zealand Copper Skink (Cyclodina aenea: Squamata: Scincidae) Species Complex, with Descriptions of Two New Species. Journal of Herpetology, vol. 42, no 3, p. 437-452 (texte intégral).